# Malabrigo
Malabrigo är en ort i Argentina.   Den ligger i provinsen Santa Fe, i den nordöstra delen av landet, 600 km norr om huvudstaden Buenos Aires. Malabrigo ligger 59 meter över havet och antalet invånare är 7 026.
Terrängen runt Malabrigo är mycket platt. Runt Malabrigo är det glesbefolkat, med 16 invånare per kvadratkilometer.. Det finns inga andra samhällen i närheten.
Trakten runt Malabrigo består i huvudsak av gräsmarker.